# Centerville (Tennessee)
Centerville is een plaats (town) in de Amerikaanse staat Tennessee, en valt bestuurlijk gezien onder Hickman County.

## Demografie
Bij de volkstelling in 2000 werd het aantal inwoners vastgesteld op 3793.
In 2006 is het aantal inwoners door het United States Census Bureau geschat op 3993, een stijging van 200 (5,3%).

## Geografie
Volgens het United States Census Bureau beslaat de plaats een oppervlakte van
28,2 km², geheel bestaande uit land. Centerville ligt op ongeveer 190 m boven zeeniveau.

## Plaatsen in de nabije omgeving
De onderstaande figuur toont nabijgelegen plaatsen in een straal van 36 km rond Centerville.